# 多立克·威尔逊
多立克·威尔逊（英語：Doric Wilson，1939年2月24日—2011年5月7日），美国剧作家、导演、制片人、评论家和同性恋权利活动家。

## 外部連結
- 多立克·威尔逊在互联网电影资料库（IMDb）上的資料（英文）
- 互联网外百老汇数据库（IOBDB）上多立克·威尔逊的資料（英文）
- 多立克·威爾遜的網站 （页面存档备份，存于），doricwilson.com
- TOSOS公司的網站 （页面存档备份，存于），tosos2.org